# Herzlich willkommen
Herzlich willkommen ist ein Roman von Walter Kempowski. Das Werk erschien 1984 und bildet den neunten und letzten Teil der Deutschen Chronik. Erzählt wird, wie schwer es für den 1956 aus der Haft in Bautzen entlassenen Walter Kempowski ist, im Westen Fuß zu fassen.

## Handlung
Walter Kempowski wird Anfang 1956 aus der Haft in Bautzen entlassen und kommt nach Hamburg, wo er von der Mutter herzlich aufgenommen wird, während die weitere Familie ihm Vorwürfe macht. Die Orientierung in Hamburg fällt ihm trotz intensiver Versuche schwer.
Bei den Behörden gibt er wahrheitsgemäß, aber ungeschickt an, dass ihm bewusst war, dass die Reise in die Ostzone nach Kontakten zum US-amerikanischen Geheimdienst ein Risiko darstellte. Dies führt dazu, dass er lange kämpfen muss, um für die Haftzeit entschädigt zu werden.
Er erhält Gelegenheit, an einer kirchlichen Rüstzeit in Locarno teilzunehmen, aus der sich indirekt seine ersten Gehversuche in einem Praktikum als Erzieher ergeben. Obwohl er dabei erfolgreich agiert, bricht er das Praktikum ab.
Durch Vermittlung von Cornelli, Freund des Hauses schon aus Rostocker Zeiten, kann Walter Kempowski auch ohne Abitur ein Lehramtsstudium in Göttingen aufnehmen. Dort lernt er Christa kennen, die seine Frau werden wird und alle bisherigen Annäherungsversuche und auch Erfahrungen mit dem anderen Geschlecht obsolet macht.
Schließlich kommt auch Robert Kempowski aus der Haft frei, Christa wird als Walters künftige Frau in der Familie willkommen geheißen und Mutter Grethe Kempowski lebt in platonischer Wohngemeinschaft mit Cornelli.

## Personen (Auswahl)

### Grethe Kempowski, geb. de Bonsac
Mutter von Ulla, Robert und Walter, Witwe von Karl Kempowski. Saß selbst 5 Jahre in Haft. Wohnt in einer Baracke in Wandsbek und sorgt wie stets für alles. Tut sich Anfang 1957 mit Cornelli zusammen. Sie verkauft 1957 das ererbte Grundstück in Horn, das deutlich an Wert gewonnen hat, und kommt so finanziell gut zurecht.

### Walter Kempowski
Ich-Erzähler. Kommt nach 8 Jahren Haft in Bautzen im Frühjahr 1956 nach Hamburg. Verbringt das erste halbe Jahr nach der Haftentlassung in Hamburg, ohne wirklich Fuß zu fassen. Geht für einige Monate als Praktikant in ein Heim für schwer erziehbare Kinder und Jugendliche. Kann schließlich an der Pädagogischen Hochschule in Göttingen eine Ausbildung als Lehrer absolvieren. Lernt dort seine spätere Frau Christa kennen. Nachdem er beim Ausfüllen des Antrags auf Haftentschädigung zu ehrlich angegeben hatte, sich der Folgen seines Handelns, das zur Haft geführt hatte, bewusst gewesen zu sein, muss er lange auf die Zahlung des größeren Betrages warten.

### Robert Kempowski
Sitzt zu Beginn des Romans noch in Bautzen ein. Wird erst Mitte Dezember 1957 freigelassen.

### Ulla Sörensen, geb. Kempowski
geb. Kempowski. Lebt 1956 mit Ehemann und drei Kindern (Mette, Karen und Britta) in Kopenhagen in einem Reihenhaus. Walter macht dort 1956 Besuch. Ende 1957 kommen die Sörensens zum Familientreffen nach Hamburg.

### Cornelli
Steht 1956 in Briefwechsel mit Grethe Kempowski. Ist »mit Rock und Stock« in den Westen gegangen und lebt in Freiburg, wo er anthroposophische Kurse besucht. Ab Ende 1956 öfters in Hamburg. Anfang 1957 zieht er bei Grethe Kempowski ein. Dank seiner Kontakte bringt er Walter Kempowski an der Pädagogischen Hochschule in Göttingen unter, obwohl Walter kein Abitur hat. Seitdem er bei Grethe K. lebt, dominiert er das Zusammenleben dort (wobei Grethe Walter gegenüber betont, dass sich keineswegs etwas eheähnliches abspiele).

## Gliederung und Inhalt
(Zusammenstellung auf der Grundlage der genehmigten Taschenbuchausgabe München 1997, Albrecht Knaus Verlag Nr. 72190)
Ich-Erzählung durch Walter Kempowski.
Einige Bemerkungen führen zu Beginn in das Ambiente ein. (»Wandsbek, Bärenstraße 7a … drei Zimmer, Küche, Klo.«) (S. 7 und 8)

### I. Teil
Geschildert wird Walter Kempowskis erstes halbes Jahr in Freiheit, das er in Hamburg verbringt.
Kapitel 1
Walter macht Besuche bei der Verwandtschaft, wo er zurückhaltend bis ablehnend aufgenommen wird. In jedem Gespräch wird betont, wie seine Mutter Grethe leiden musste und dass er dafür verantwortlich sei. (S. 11 bis 22)
Kapitel 2
Nach vier Wochen rafft Walter sich auf, in einem Notaufnahmelager seinen Status als aus der SBZ Haftentlassener zu legalisieren. Beim Ausfüllen eines der vielen Fragebögen auf diversen Ämtern kreuzt er leicht übermütig das „ja“ an, als gefragt wird, ob ihm die Tragweite seines zur Verhaftung führenden Handelns bewusst gewesen sei. Dieses blockiert bis auf weiteres die Gewährung von Haftentschädigungsleistungen. Walter trifft sich im Café Rose mit Rostockern und auf der Reeperbahn mit Zellengenossen aus der Haftanstalt. (S. 23 bis 38)

#### Kapitel 3
Eine karitative Einrichtung der Kirche ermöglicht Grethe einen Erholungsaufenthalt im Harz, zu dem sie Walter mitnehmen kann. Dort muss er sich von seiner Mutter das sagen lassen, dem er in Hamburg stets ausgewichen war: wie sehr sie in der Haft gelitten hatte und dass er daran schuld sei. Der Aufenthalt selbst ist trist und armselig; man ist froh, nach Hamburg zurückzukehren. (S. 39 bis 47)

#### Kapitel 4
Walter schaut sich in Hamburg um: Museen, Staatsoper usw. Für alles hatte es Freikarten gegeben. Erneute Besuche bei Verwandten vertiefen den Bruch, lassen wieder Desinteresse bis hin zu Ablehnung erfahren. (S. 48 bis 58)

#### Kapitel 5
Walter fährt nach Lübeck, um einen Freund aus der Haft zu besuchen; er trifft diesen jedoch nicht an. Nach recht planlosem Bummel durch die Stadt besucht er eine Tante, die sich als freundlich erweist. Vor der Rückfahrt nach Hamburg geht er an die Zonengrenze, dorthin, wo er 1947 in den Westen gegangen war. (S. 59 bis 64)

#### Kapitel 6
Walter reist zu seiner Schwester nach Kopenhagen, wo er freundlich aufgenommen wird. Besonders seine kleinen Nichten sind sehr zugewandt; Ulla und Sven machen ihm im Gegensatz zu den anderen Verwandten keine Vorwürfe. Sven weist jedoch recht deutlich auf die Zeit der deutschen Besatzung im Zweiten Weltkrieg hin, die durchaus nicht schön gewesen sei. (S. 65 bis 75)

#### Kapitel 7
Ohne, dass sich wirklich etwas ereignet, verbringt Walter die Zeit planlos. Die Verwandten reagieren auf seine Untätigkeit verärgert. Walter sucht einen Pastor auf, was zu nichts führt. Er arbeitet mit unterschiedlichen Ergebnissen die Liste derer ab, die er in der Haftzeit für späteren Kontakt notiert hat. Schließlich erntet er Hohn und Spott, als er sich darüber beklagt, dass seine Haftentschädigungssache immer noch nicht bearbeitet wurde. (S. 76 bis 94)

#### Kapitel 8
Durch einen Zufall kann der Pastor, den Walter aufgesucht hatte, ihm einen 6-wöchigen Aufenthalt in Locarno vermitteln („alles frei - und ein Taschengeld gibt es auch noch“). In der »Casa Zwingli« sind Leute aus vielerlei Ländern versammelt, die verschiedene Funktionen in allen möglichen Sparten der evangelischen Kirche innehaben. Erholung und Austausch sollen Zweck des Aufenthalts sein. Für Walter läuft es wiederum auf eine Enttäuschung heraus, da er als Deutscher in diesem internationalen Kreis unmittelbar ins Abseits gerät. Eine kleine Freundschaft mit einer anwesenden Bremer Kaufmannstochter macht die Erfahrung nicht besser; rasch empfindet er ihre Küsse als langweilig. (S. 95 bis 111)

#### Kapitel 9
Mit seinen 27 Jahren beschäftigt sich Walter ausgesprochen gerne mit seinen Märklin-Spielzeugautos und baut aus Karton kleine Häuser, zwischen denen er sie fahren lässt. Er unternimmt zurückhaltende Versuche der Annäherung an junge Frauen, die jedoch mangels Entschlossenheit ohne Erfolg bleiben. (S. 112 bis 130)

### II. Teil
Es folgt Walter Kempowskis Zeit als Erzieher auf Burg Hatzfeld, die der Autor im Weserbergland platziert.

#### Kapitel 10
Ein Kirchenmann, der Walter in Locarno erlebt hat, bietet ihm ein Praktikum als Erzieher in einer Anstalt für schwer erziehbare Kinder und Jugendliche an. Im Herbst 1956 trifft er auf Burg Hatzfeld ein. Es entwickelt sich Kontakt mit Fräulein Kramer, deren Gruppe er zugeteilt ist. (S. 133 bis 143)

#### Kapitel 11
Von Anfang an versteht er sich mit einem Jungen namens Egbert, dessen Verhalten sich angenehm positiv von dem der anderen Rüpel abhebt, besonders gut. Walter beschäftigt sich motiviert und einfallsreich mit der Gruppe und vollendet so seinen ersten Monat des Praktikums. Seine Verweildauer ist damit deutlich länger als die anderer Praktikanten, die üblicherweise schon nach einer Woche abbrechen. (S. 144 bis 149)

#### Kapitel 12
Post bekommt Walter regelmäßig (alle drei Tage) von seiner Mutter, ab und an von der Freien und Hansestadt Hamburg (dass sich in seiner Entschädigungssache nichts getan habe) und von Cornelli (der immer tiefgründig sein möchte). Die Arbeit mit den Jungen seiner Gruppe wird immer erfolgreicher. (S. 150 bis 159)

#### Kapitel 13
Walter wird vom Dorfpastor (seinem Gönner aus Locarno, der ihm das Praktikum verschafft hatte) nach dem Gottesdienst zum Mittagessen eingeladen und stellt fest, dass eine schöne junge Frau, die ihm bereits aufgefallen war, die Ehefrau des Pastors ist. Es entwickelt sich eine sehr vorsichtige, sehr reizende Annäherung. Schließlich ergreift die schöne Pastorenfrau die Initiative und die beiden liegen sich ein einziges Mal auf der Empore der Dorfkirche in den Armen. (S. 160 bis 169)

#### Kapitel 14
Das Jahr 1956 geht dem Ende entgegen. Nach der Silvesterfeier verführt Fräulein Kramer Walter zu einigem mit reichlich Küssen bereichertem „Gerangel“. Diese Ausschweifung bedauert sie am nächsten Tag, während Walter sich ohnehin recht unbeeindruckt zeigt. (S. 170 bis 179)

#### Kapitel 15
Im Januar 1957 kommt der nette Junge namens Egbert, mit dem Walter so eng verbunden war, bei einem scheußlichen Unfall, den Walter aus der Entfernung machtlos beobachten muss, zu Tode. Der Austausch körperlicher Zärtlichkeiten mit Fräulein Kramer („der Kramerin“) ist inzwischen ganz selbstverständlich, ohne das Walter davon besonders fasziniert wäre. Als Walter in die Gruppe der „großen Jungs“ versetzt werden soll, verlässt er spontan und ohne sich abzumelden Burg Hatzfeld. Zuhause in Wandsbek stellt er fest, dass Cornelli eingezogen ist. Letzterer nutzt seine Kontakte und bringt Walter an der Pädagogischen Hochschule in Göttingen unter – auch ohne Abitur. (S. 180 bis 186)

### III. Teil
Walter Kempowski ist nun Lehramtsstudent an der PH in Göttingen.

#### Kapitel 16
Walter hat ein Zimmer (40 DM pro Monat) bei einem pensionierten Justizrat und seiner Frau. An der PH begrüßt ihn Prof. Wunderlich, der Bekannte von Cornelli. Walter findet sich rasch in dem Betrieb der Hochschule zurecht und trifft auf eine Vielzahl markanter Charaktere. (S. 189 bis 206)

#### Kapitel 17
Einmal pro Woche erhält Walter einen Brief von seinem Bruder Robert, der noch in Haft ist, sich aber guten Mutes zeigt. Mutter Grethe bittet Walter, seine Unterlagen in Sachen der Haftentschädigung zu schicken; Cornelli wolle sich darum kümmern. In der PH beobachtet Walter facettenreich und mit viel Liebe zum Detail die Lehrenden, ihre Methodik und die gebotenen Inhalte. (S. 207 bis 223)

#### Kapitel 18
Walter findet nicht leicht Anschluss im Kreis der Kommilitonen. Er folgt Einladungen von drei ehemaligen Leuten der Waffen-SS ebenso wie von „blonden“ Studentinnen, die ihn in die kirchliche Studentengemeinde zum Musizieren mitnehmen. Dann taucht Joseph Fröhlich („Jupp“, auch: „Seppel“) auf, der auch in Bautzen in Haft war. Fröhlich hat eine Vespa und nimmt Walter gerne auf dem Rücksitz mit auf Touren. Die beiden verbringen ständig die Zeit miteinander. Eine Tour mit der Vespa führt zu Burg Hatzfeld, wo Walter sich melancholisch an die Affäre mit der Pastorenfrau erinnert. (S. 224 bis 240)

#### Kapitel 19
Im Mai 1957 erhält Walter den offiziellen Ablehnungsbescheid seines Antrags auf Haftentschädigung; er habe die Konsequenzen seines Handelns billigend in Kauf genommen. Auch das Stipendium (180 DM im Monat), das er wegen des erlittenen Mangelschadens bezog, wird ihm gestrichen. Immerhin wird er als Halbwaise anerkannt und erhält mit diesem Status eine monatliche Zuwendung von 150 DM. Walters finanzielle Lage verbessert sich, als er anfängt, Nachhilfeunterricht und Hausaufgabenhilfe zu geben. So vergeht das Sommersemester 1957. (S. 241 bis 267)

### IV. Teil
In Göttingen und Hamburg finden die großen Fragen, die sich durch die Handlung ziehen, ihre Lösungen: Walter findet die Frau seines Lebens, er erhält nach erfolgreicher Berufung schließlich Haftentschädigung und sein Bruder Robert wird aus der Haft entlassen.

#### Kapitel 20
In der „evangelischen Drogerie“ gibt es ein „Pferdeschwanzmädchen“, mit dem Walter sich ab und an trifft. Unvermittelt erhält er Besuch von der Kramerin, die sich vergeblich einer Aufnahmeprüfung an der PH gestellt hatte. Der Tag verläuft schleppend und Walter empfindet das Beisammensein als wenig erfreulich, bis es abends noch zu einem sinnlichen Akt kommt. Beim regelmäßigen Orgelspiel trifft Walter auf eine Christa, mit der er sich außerordentlich gut unterhalten kann; zu Ausflügen mit dem Fahrrad bringt Christa ihre beiden Schwestern mit. Walter nennt die drei „seine Bärlappgewächse“: zierlich, mit schwarzem Kraushaar und französischem Familiennamen. (S. 271 bis 286)

#### Kapitel 21
Walter fährt regelmäßig nach Hamburg, um seine Mutter zu besuchen. Onkel und Tanten sucht er nicht mehr auf, dafür trifft er sich, wenn auch emotionslos, mit verschiedenen jungen Damen, die es ihm in der ersten Hamburger Zeit angetan hatten. Cornelli spielt nun eine zentrale Rolle im Leben von Mutter Grethe und die fragt Walter, ob er ihr das auch nicht übelnähme. Ein Besuch in Hamburg gilt der Wahrnehmung des Gerichtstermins in der Haftentschädigungssache. Der Anwalt der Freien und Hansestadt nennt ihn „einen ganz gewöhnlichen Kriminellen“, während der Richter von ihm als „armen Würstchen“ spricht; beides geht ihm nach. (S. 287 bis 304)

#### Kapitel 22
An der PH in Göttingen fängt das neue Semester an und Walter kommt gut zurecht, seine Semesterarbeit zu Conrad Ferdinand Meyer wird mit „noch eins“ bewertet. Sein Professor nimmt ihn beiseite und weist ihn darauf hin, dass die Mädchen, mit denen er so oft in der Mensa zu sehen sei, „etwas ganz besonderes“ seien. In der Tat trifft Walter sich fast jeden Mittag mit „seinen Bärlappgewächsen“ zum Essen. Bei Christas Orgelspiel assistiert er als Registrant. Walter erlebt erste politische Versammlungen, der AStA hat sich etabliert und sowohl Graf Baudissin kann über die neue Bundeswehr vortragen als auch zwei Studenten aus dem ostzonalen Jena, deren Auftritt zu heftigen Diskussionen führt. Walter hält sich zurück, vor allem, um seinem Bruder Robert nicht zu schaden. Die Monate November/Dezember 1957 bringen dann eine wirkliche Nähe zwischen Walter und Christa, sie verstehen sich ohne Worte und legen beim Spaziergang die Arme umeinander. Einmal hakt sich Christa bei Walter ein: „und wir wußten, daß dies für immer war.“ (S. 305 bis 327)

#### Kapitel 23
Anfang Dezember erhält Walter die Nachricht, dass gemäß Gerichtsbeschluss seine Haftentschädigung nun doch gezahlt wird. Er erhält 6.247 DM. Walter kauft sofort einen Radioapparat und beschenkt Menschen, die es in der zurückliegenden Zeit mit ihm gut gemeint hatten. Abends bleibt Christa nun in der Regel bis 22.00 Uhr bei Walter, man nimmt das Abendbrot gemeinsam ein und hört Radio. Mitte Dezember wird Robert aus der Haft entlassen. Walter fährt sofort nach Hamburg, um seinen Bruder zu begrüßen. Die beiden sind sehr herzlich miteinander. (S. 328 bis 338)

#### Kapitel 24
Am 3. Advent 1957 findet ein Familientag statt, den Mutter Grethe mit ihren Kindern auch zu einem separaten Klein-Familientreffen nutzt. Ulla ist mit Mann und Kindern aus Kopenhagen angereist. Auch Walters Christa ist da. Alle, besonders auch Cornelli, nehmen Christa sehr wohlwollend auf; sie geben dem Paar gute Tipps für den Beginn des gemeinsamen Lebensweges. Am Familientag selbst, mit allen Onkeln und Tanten, nimmt Christa nicht teil („all die fremden Leute“): nach einem langen Spaziergang der beiden entscheiden sie spontan und einvernehmlich am Hauptbahnhof, dass Christa besser zurück nach Göttingen fährt. Der Festabend in einem italienischen Restaurant gerät zu einem ziemlichen Tohuwabohu, verläuft jedoch insgesamt mit vielen Reminiszenzen und Anekdoten, Reden, Liedern und Gedichten ganz erfreulich. Ullas Mann Sven fasst zusammen: „Schluß gut, alles gut!“ (S. 339 bis 352)

## Rezeption
Die Kritik moniert in erster Linie, dass Kempowski in diesem Werk Belanglosigkeiten langweilig aneinanderreihe.
»Der Autor … erzählt uns … die langweiligsten Dinge aus seinem Leben. Nicht sein Erzählstil ist langweilig, eher umgekehrt ist es ein mehr als genussvoller Spaß. Nur der Inhalt, so ein belangloses Leben hat nicht jeder. Man soll sich vorstellen, mit 15 Jahren tritt man in die Hitlerjugend ein, überlebt einen Weltkrieg, wird sogar nach dem Krieg wegen Spionage verhaftet und verurteilt, sitzt nach bestimmter Zeit seiner Strafe ab und wird dann entlassen, und dennoch soll sein Leben so langweilig sein. Keiner wird daran glauben. Seinen melancholischen Stil kann mit einer begabten Literatenfähigkeit erklärt, oder aber auch dadurch, dass er als Ex-Häftling, der jahrelang im Gefängnis wer weiß was erlebt hat, belegt werden. Egal welche Seite dominanter wird, das Lesestück ist einfach lesenswert.« (Almanyalilar)
»… und da spätestens begriff ich, weshalb Kempowski all diese Geschichten auch mir, dir und dem Rest des deutschen Volkes mitteilen zu können, ja zu müssen glaubt: Wo sie doch schon seine Frau immer so gern gehört hat.« (Robert Gernhardt, Der Spiegel)
»In diesem letzten Band gelingt es Kempowski nicht wie in den Bänden zuvor, durch bloß nüchterne Beschreibung ein Bild der historisch-gesellschaftlichen Umstände entstehen zu lassen (vielleicht liegt der Grund hierfür auch in dem geringer werdenden Zeitabstand vom Erzählten). Gut und souverän gemacht ist das allemal, aber es fehlt jener Esprit, auch jene objektivierende Unberührtheit, die die ersten Bände zu einem Lesegenuss werden ließen.« (litteratur.ch)

## Ausgaben
- München/Hamburg 1984: Knaus. 352 Seiten. ISBN 978-3-8135-0222-0 (Der Preis dieser gebundenen Erstausgabe bei Knaus betrug 36,00 DM.)
- 1986 Mitgliederausgaben: Deutsche Buch-Gemeinschaft, Bertelsmann-Club, Europäische Bildungsgemeinschaft, Buchgemeinschaft Donauland (Österreich), Buch- und Schallplattenfreunde (Schweiz)
- München 1987: Goldmann Taschenbuch 6833, 352 Seiten. ISBN 978-3-442-06833-3
- München 1997: Goldmann / btb 72190, 352 Seiten. ISBN 978-3-442-72190-0
- Hamburg 2009: Hamburger Abendblatt, 370 Seiten. ISBN 978-3-939716-70-9. Hamburger Abendblatt Bibliothek Nr. 11
- München 2016: Penguin Verlag. 446 Seiten. ISBN 978-3-328-10066-9 Broschur

Ferner erschienen im Gesamtwerk der Deutschen Chronik im btb Verlag.
Es ist ein E-Book (ePub) des Knaus Verlags im Random House, ISBN 978-3-641-05923-1, erschienen am 15. Februar 2016.

## Verfilmung
Im Jahr 1990 verfilmte Hark Bohm den Roman Herzlich Willkommen für das ZDF.
Kritik: „Herzerwärmend trotz Ungereimtheiten“
»Zehn Jahre saß Friedrich (Uwe Bohm) in einem DDR-Knast. Inzwischen arbeitet er im Westen in einem Heim für schwererziehbare Kinder. Mit seinen Zöglingen kommt der 26jährige gut zurecht. Probleme bekommt er aber mit dem rechtsradikalen Direktor (Hark Bohm) und seiner resoluten Vorgesetzten Elke Kramer (Barbara Auer). Zu ihr fühlt sich Friedrich magisch hingezogen. Am Silvesterabend eskalieren die Dinge. Jetzt muß er Konsequenzen ziehen…« (Cinema.de)